# Сан Хасинто (град, Калифорния)
Сан Хасинто (на английски: San Jacinto) е град в окръг Ривърсайд, щата Калифорния, САЩ. Сан Хасинто е с население от 34345 жители (2007) и обща площ от 65,5 km². Намира се на 477 m надморска височина. ЗИП кодовете му са 92581-92583, а телефонният му код е 951.